# 天囷增四
鯨魚座60，又名BD-00 307，HD 12573、SAO 129655、HR 607，是鯨魚座的一颗恒星，视星等为5.43，位于銀經158.18，銀緯-57.75，其B1900.0坐标为赤經1h 58m 3.9s，赤緯-0° -57.75′ 13″。